# Diamba
Diamba è una città e sottoprefettura della Costa d'Avorio appartenente al dipartimento di Tanda. Conta una popolazione di 9 680 abitanti (censimento 2014).